# Clinique Kuindo-Magnin
La Clinique Kuindo-Magnin est un établissement hospitalier privé français situé dans le quartier de Nouville à Nouméa, en Nouvelle-Calédonie. Initialement appelée Clinique Île Nou-Magnin, elle est issue de la fusion et de la réunion sur un seul site des trois centres hospitaliers privés préexistants de cet archipel, tous situés à Nouméa, à savoir la clinique Magnin (le plus ancien et le plus important, dont il reprend en partie le nom), la polyclinique de l'Anse Vata (hérité d'un hôpital militaire de la Seconde Guerre mondiale et le plus petit) et la clinique de la Baie des Citrons. Elle a ouvert ses portes en septembre 2018. 

## Nom
Le nom de Kuindo fait référence à un chef coutumier kanak du XIXe siècle, qui aurait vendu l'île Nou au négociant britannique James Paddon, a été reconnu « chef de la tribu de Numéa » par les autorités coloniales au moment de la prise de possession de la Nouvelle-Calédonie par la France et de la création de son chef-lieu en 1854, avant de mener contre eux une révolte entre 1856 et 1857. Il est considéré comme l'ancêtre de la principale grande-chefferie du Sud, celle des Kambwa, qui domine le pays drubéa,,.
Le nom de Magnin vient du docteur Raymond Magnin, premier chirurgien néo-calédonien et fondateur de la clinique à laquelle il avait déjà prêté son nom en 1938. Celle-ci, la plus ancienne et la plus importante des trois établissements fusionnés, a continué par la suite à être gérée après sa mort en 1985 par le fils du docteur Magnin, Jean-Jacques Magnin, et son gendre, Robert Peguilhan, qui ont été à l'origine du rapprochement. La famille Magnin est l'un des trois actionnaires principaux de la SAS Île Nou-Magnin qui exploite la clinique.

## Historique

### Naissance d'un projet de rapprochement (2002-2011)
Le projet de rapprochement entre la clinique Magnin (fondée en 1938), la polyclinique de l'Anse Vata (créée en 1947 dans des pavillons hospitaliers militaires laissés par l'armée américaine et utilisés pendant toute l'histoire de cet hôpital) et la clinique de la Baie des Citrons (née de la réunion de plusieurs médecins et chirurgiens en 1987) commence en 2002, lorsque la première commence à prendre des participations dans le capital des deux autres. Toutes confrontées à un problème de vétusté ou d'exigüité de leurs locaux, elles commencent à négocier à partir de 2004 pour envisager de se regrouper dans un établissement et un site communs. 
Une Société par actions simplifiée (SAS), baptisée « Projet hospitalier privé » (PHP), naît de ces discussions en 2008 pour organiser la construction d'une nouvelle clinique. Un premier accord est passé en avril 2009 avec le gouvernement de la Nouvelle-Calédonie pour bailler un terrain de 6 ha sur la presqu’île de Nouville, au nord-ouest du centre-ville de Nouméa, à cette SAS PAP mais une alternance politique lors des élections du mois suivant met ce projet en attente pendant deux ans. 

### Une concrétisation difficile (2011-2018)
C'est en octobre 2011 que le regroupement entre les trois cliniques a été définitivement entériné par le gouvernement de la Nouvelle-Calédonie. Le but était de maintenir une offre de soin hospitalier sur le territoire du chef-lieu néo-calédonien, les établissements publics devant pour leur part se rassembler dans le nouveau médipôle de Koutio dans la banlieue nord du Grand Nouméa. Le 31 août 2012, la SAS « Île Nou-Magnin » (INM) est créée pour servir de société d'exploitation aux trois cliniques existantes puis, une fois celui-ci construit, du nouveau centre hospitalier de Nouville.
Le chantier, confié au groupe Icade, après une première pierre posée en novembre 2013 et l'obtention du permis de construire par la mairie de Nouméa en avril 2014, commence en octobre 2014. Mais il a dû faire face à un blocage de novembre 2014 à mars 2015. Des riverains, notamment d'un squat voisin, ainsi que les autorités coutumières kanakes revendiquant ces terres (le clan Bétoé) occupent le site et empêchent les travaux de continuer. Un accord est finalement signé le 18 mars 2015 entre le représentant de l'État, le gouvernement, les autorités coutumières, la SAS PHP et Icade, et la construction peut reprendre huit jours plus tard. Les bâtiments sont livrés le 30 juin 2018.

### La clinique Kuindo-Magnin (depuis 2018)
L'établissement hospitalier, désormais baptisé clinique Kuindo-Magnin, a ouvert ses portes le 25 septembre 2018, après une inauguration coutumière la veille. Le même mois, les trois anciennes cliniques ferment leurs blocs opératoires. 

## Gestion
La construction, la propriété, la gestion et l'exploitation de la clinique dépend de deux SAS qui unissent, entre autres, la famille Magnin-Peguilhan et les médecins.

### La SAS PHP
La SAS « Projet hospitalier privé » (PHP), créée en 2008, a été le promoteur du chantier de construction, est titulaire du bail emphytéotique de 52 ans pour le terrain de 3,89 ha de Nouville mis à disposition par le gouvernement de la Nouvelle-Calédonie et la propriétaire des bâtiments qu'elle loue à la société exploitante (la SAS INM).
Elle a trois actionnaires qui détiennent chacun un tiers des parts :
- la Caisse des dépôts et consignations (CDC),
- des investisseurs privés néo-calédoniens (les familles Magnin-Peguilhan, Jeandot et Dang),
- les médecins qui géraient déjà ensemble dans une société à responsabilité limitée la polyclinique de l'Anse Vata et la clinique de la Baie des Citrons.

Elle est présidée par Jean-Jacques Magnin, ancien président-directeur général de la clinique Magnin.

### La SAS INM
La SAS « Île Nou-Magnin » (INM), créée en 2012, exploite l'établissement hospitalier en louant les locaux à la SAS PHP, en exploitant les autorisations sanitaires et en dirigeant la clinique.
Il y a, là encore, trois actionnaires égalitaires : 
- la famille Magnin-Peguilhan,
- les médecins de la SARL de la polyclinique de l'Anse Vata et de la clinique de la Baie des Citrons,
- le groupe Dang.

Elle est présidée par le docteur Philippe Léger, chirurgien venant de la clinique de la Baie des Citrons, et est dirigée par Loïc Fretard (directeur d'exploitaiton, ancien dirigeant d'hôpitaux privés en France, au Vietnam et en Pologne) et Pascale Garrigou (directrice administrative et financière).

## Le site et les services hospitaliers
Située sur un terrain de 3,89 ha au sud de Nouville, en bord de mer (proche de l'anse Lallemand), la clinique est un hôpital-bloc de 24 000 m2 de cinq niveaux (un sous-sol, un rez-de-chaussée et trois étages) et a une capacité de 263 lits : 213 en médecine, chirurgie et maternité (dont 151 de moyenne durée, 50 en soins ambulatoires et 12 postes de surveillance continue) et 50 en soins de suite et de réadaptation (SSR). 6 lits supplémentaires sont prévus en 2021, pour la courte durée. Il dispose de services d'urgences avec 7 salles de soin, de plateaux techniques, de blocs opératoires et d'une maternité avec 7 salles d'accouchement et 12 d'opérations. Ces services sont répartis en huit pôles.

### Pôle médical
Localisé surtout aux rez-de-chaussée (pour les consultations), au premier étage (pour l'ambulatoire) et au troisième étage (pour l'hébergement), il comprend les spécialités en pneumologie, gastroentérologie et oncologie.

### Pôle chirurgical
Les blocs opératoires sont répartis entre le sous-sol (plateaux techniques), le premier étage (ambulatoire et d'autres blocs) et le deuxième étage (hébergement). Il dispose de l'exclusivité en Nouvelle-Calédonie pour la chirurgie en urologie.

### Maternité
La maternité avait fait les réputations historiques de la clinique Magnin et de la polyclinique de l'Anse Vata. Elle est estimée avoir une capacité de 1 950 accouchements par an et prévoit l'ouverture future d'une unité « kangourou ». 

### Laboratoire d'analyses médicales
Le laboratoire d'analyse médicale (LAM) est sous-traité à une société privée, Calédobio, leader néo-calédonien de la biologie médicale qui gère déjà six autres laboratoires dans le Grand Nouméa (deux autres à Nouméa, deux à Dumbéa, un au Mont-Dore et un à Païta).

### Soins de suite et de réadaptation
Les soins de suite et de réadaptation (SSR) avec balnéothérapie, kinésithérapie et réhabilitation respiratoire a été ouvert en deux temps, en 2019 puis en 2020.

### Hémodialyse
Le service d'hémodialyse est sous-traité à une société privée, l'Unité de néphrologie Nouvelle-Calédonie (U2NC), créée en 1988 et auparavant implantée dans la clinique de la Baie des Citrons, qui gère quatre autres centres de dialyse (un autre à Nouméa, un à Bourail, un à Koné et un à La Foa) et qui travaille en partenariat avec son homologue public du Médipôle de Koutio.

### Imagerie médicale
Le service d'imagerie médicale, avec IRM et scanner, créé en 2013 et initialement implanté dans le quartier de Magenta, est géré par la SARL NCN IRM qui unit à égalité la SAS INM (qui possède l'autorisation d'utiliser l'IRM) et un groupe de huit médecins radiologues. Il réalise en moyenne 4 600 examens par an.